# 阿尔瓦塔雷克
阿尔瓦塔雷克，是西班牙加泰罗尼亚莱里达省的一个市镇。 总面积11平方公里，总人口1224人（001年），人口密度111人/平方公里。